# 444.hu
444.hu est un site web d'information créé par d'anciens journalistes d'Index et propriété de Magyar Jeti Zrt. Il est l'un des principaux représentants du journalisme gonzo en Hongrie.
Il est notamment à l'origine des révélations qui aboutissent en février 2024 au scandale (hu) qui pousse la présidente hongroise Katalin Novák à la démission.